# Nicolaea obelus
Nicolaea obelus is een vlinder uit de familie van de Lycaenidae. De wetenschappelijke naam van de soort werd als Thecla obelus in 1907 gepubliceerd door Hamilton Herbert Druce.

## Synoniemen
- Thecla violacea Lathy, 1936
- Thecla magnapurpurata Johnson, 1991